# Filmfare Award du meilleur acteur

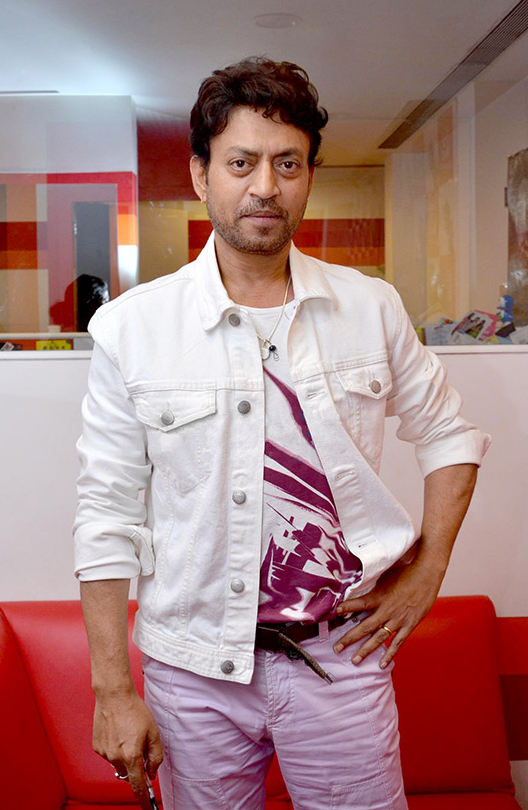
La star de Piku Irrfan Khan était à la station de radio Red FM 93.5 à Mumbai le lundi 11 mai 2015.

Le Filmfare Award du meilleur acteur (Filmfare Award for Best Actor) est une récompense remise au l'acteur indien de l'année par le magazine Filmfare, lors de la cérémonie annuelle des Filmfare Awards, depuis 1954. 
Le premier lauréat fut Dilip Kumar pour le film Daag.

## Records
Dilip Kumar et Shahrukh Khan ont gagné à huit reprises la statuette du meilleur acteur. Amitabh Bachchan vient en seconde place avec cinq victoires suivi par Hrithik Roshan avec quatre trophées. Rajesh Khanna, Naseeruddin Shah et Ranbir Kapoor ont trois récompenses à leur actif, alors que Dev Anand, Raj Kapoor, Ashok Kumar, Sunil Dutt, Sanjeev Kumar, Anil Kapoor et Aamir Khan en ont deux chacun.

## Liste des lauréats et des nommés
Les lauréats apparaissent en gras.

### Années 1950
- 1954 : Dilip Kumar - Daag, dans le rôle de Shankar

- 1955 : Bharat Bhushan - Chaitanya Mahaprabhu, dans le rôle de Shri Chaitanya Mahaprabhu

- 1956 : Dilip Kumar - Azaad, dans le rôle d'Azaad/Abdul Rahim Khan/Kumar

- 1957 : Dilip Kumar - Devdas, dans le rôle de Devdas

- 1958 : Dilip Kumar - Naya Daur, dans le rôle de Shankar

- 1959 : Dev Anand - Kala Pani, dans le rôle de Karan Mehra

### Années 1960
- 1960 : Raj Kapoor - Anari, dans le rôle de Raj Kumar

- 1961 : Dilip Kumar - Kohinoor dans le rôle de Rajkumar Dhivendra Pratap Bahadur Chandrabhan

- 1962 : Raj Kapoor - Jis Desh Mein Ganga Behti Hai, dans le rôle de Raju

- 1963 : Ashok Kumar - Rakhi, dans le rôle de Raj Kumar

- 1964 : Sunil Dutt - Mujhe Jeene Do, dans le rôle de Thakhur Jernail Singh

- 1965 : Dilip Kumar - Leader, dans le rôle de Vijay Khanna

- 1966 : Sunil Dutt - Khandaan, dans le rôle de Govind S. Lal

- 1967 : Dev Anand - Guide, dans le rôle de Raju

- 1968 : Dilip Kumar - Ram Aur Shyam, dans le rôle de Ram/Shyam

- 1969 : Shammi Kapoor - Brahmchari, dans le rôle de Brahmchari

### Années 1970
- 1970 : Ashok Kumar - Aashirwad, dans le rôle de Shivnath "Joggi Thakur" Choudhary

- 1971 : Rajesh Khanna - Sachaa Jhutha, dans le rôle de Bhola/Ranjit Kumar

- 1972 : Rajesh Khanna - Anand, dans le rôle d'Anand Saigal/Jaichand

- 1973 : Manoj Kumar - Be-Imaan, dans le rôle de Mohan

- 1974 : Rishi Kapoor - Bobby, dans le rôle de Raja
  - Amitabh Bachchan - Zanjeer, dans le rôle de l'inspecteur Vijay Khanna
- 1975 : Rajesh Khanna - Aavishkaar, dans le rôle d'Amar

- 1976 : Sanjeev Kumar - Aandhi, dans le rôle de J.K
  - Amitabh Bachchan - Deewaar, dans le rôle de Vijay Verma

- 1977 : Sanjeev Kumar - Arjun Pandit, dans le rôle d'Arjun Pandit
  - Amitabh Bachchan - Kabhi Kabhie, dans le rôle d'Amit Malhotra

- 1978 : Amitabh Bachchan - Amar Akbar Anthony, dans le rôle d'Anthony Gonzalves
  - Amitabh Bachchan - Adalat, dans le rôle de Dharma/Raju

- 1979 : Amitabh Bachchan - Don, dans le rôle de Don/Vijay
  - Amitabh Bachchan - Trishul, dans le rôle de Vijay Kumar
  - Amitabh Bachchan - Muqaddar Ka Sikander, dans le rôle de Sikandar

### Années 1980
- 1980 : Amol Palekar - Gol Maal, dans le rôle de Ram Prasad Dasharath Prasad Sharma/Laxman Prasad Dasharath Prasad Sharma
  - Amitabh Bachchan - Kaala Patthar, dans le rôle de Vijay Pal Singh
  - Amitabh Bachchan - Mr. Natwarlal, dans le rôle de Natwarlal/Avtar Singh
  - Rajesh Khanna - Amardeep, dans le rôle de Raja/Sonu
  - Rishi Kapoor - Sargam, dans le rôle de Raju

- 1981 : Naseeruddin Shah - Aakrosh, de Govind Nihalani, dans le rôle de Bhaskar Kulkarni
  - Amitabh Bachchan - Dostana, dans le rôle de Vijay Varma
  - Raj Babbar - Insaaf Ka Tarazu, dans le rôle de Ramesh R. Gupta
  - Rajesh Khanna - Thodisi Bewafaii, dans le rôle de Arun Kumar Choudhary
  - Shatrughan Sinha - Dostana, dans le rôle de Ravi Kapoor
  - Vinod Khanna - Qurbani, dans le rôle d'Amar

- 1982 : Naseeruddin Shah - Chakra, de Rabindra Dharmaraj, dans le rôle de Looka
  - Amitabh Bachchan - Lawaaris, dans le rôle d'Heera
  - Amitabh Bachchan - Silsila, dans le rôle d'Amit Malhotra
  - Rajesh Khanna - Dard, dans le rôle de Deepak Srivastav/Vikas "Vicky"
  - Kamal Haasan - Ek Duuje Ke Liye, dans le rôle de S. Vasudevan "Vasu"

- 1983 : Dilip Kumar - Shakti, dans le rôle de DCP Ashwini Kumar
  - Amitabh Bachchan - Bemisal, dans le rôle de Dr. Sudhir Roy/Adhir Roy
  - Amitabh Bachchan - Namak Halaal, dans le rôle d'Arjun Singh
  - Amitabh Bachchan - Shakti, dans le rôle de Vijay Kumar
  - Naseeruddin Shah - Bazaar, dans le rôle de Salim
  - Rishi Kapoor - Prem Rog, dans le rôle de Devdhar "Dev"
  - Sanjeev Kumar - Angoor, dans le rôle d'Ashok/R. Tilak

- 1984 : Naseeruddin Shah - Masoom, dans le rôle de D.K. Malhotra
  - Kamal Haasan - Sadma, dans le rôle de K. Somprakash "Somu"
  - Om Puri - Ardh Satya, dans le rôle d'Anant Velankar
  - Rajesh Khanna - Avtaar, dans le rôle d'Avtaar Kishen
  - Sunny Deol - Betaab, dans le rôle de Sunny

- 1985 : Anupam Kher - Saaransh, dans le rôle de B.V. Pradhan
  - Amitabh Bachchan - Sharaabi, dans le rôle de Vicky Kapoor
  - Dilip Kumar - Mashaal, dans le rôle de Vinod Kumar
  - Naseeruddin Shah - Sparsh, dans le rôle d'Anirudh Parmar
  - Raj Babbar - Aaj Ki Awaaz, dans le rôle du professeur Prabhat Varma

- 1986 : Kamal Haasan - Saagar, dans le rôle de Raja
  - Anil Kapoor - Meri Jung, dans le rôle d'Arun Verma
  - Amitabh Bachchan - Mard, dans le rôle de Raju Singh "Mard"
  - Kumar Gaurav - Janam, dans le rôle de Rahul
  - Rishi Kapoor - Tawaif, dans le rôle de Dawood Mohammed Ali Khan Yusuf Zahi

- 1987 - Pas d'attribution

- 1988 - Pas d'attribution

- 1989 : Anil Kapoor - Tezaab, dans le rôle de Mahesh Deshmukh "Munna"
  - Aamir Khan - Qayamat Se Qayamat Tak, dans le rôle de Raj
  - Amitabh Bachchan - Shahenshah, dans le rôle de l'inspecteur Vijay Kumar Srivastav/Shahenshah

### Années 1990
- 1990 : Jackie Shroff - Parinda, dans le rôle de Kishan
  - Aamir Khan - Raakh, dans le rôle d'Aamir Hussein
  - Anil Kapoor - Eeshwar, dans le rôle d'Ishwarchand Vishnunath Brahmanand
  - Rishi Kapoor - Chandni, dans le rôle de Rohit Gupta
  - Salman Khan - Maine Pyar Kiya, dans le rôle de Prem Choudhary

- 1991 : Sunny Deol - Ghayal, dans le rôle d'Ajay Mehra
  - Aamir Khan - Dil, dans le rôle de Raja
  - Amitabh Bachchan - Agneepath, dans le rôle de Vijay Dinanath Chavan
  - Chiranjivi - Prathibandh, dans le rôle de Siddhanth

- 1992 : Amitabh Bachchan - Hum, dans le rôle de Tiger/Shekhar
  - Aamir Khan - Dil Hai Ki Manta Nahin, dans le rôle de Raghu Jetley
  - Anil Kapoor - Lamhe, dans le rôle de Virendra Pratap Singh
  - Dilip Kumar - Saudagar, dans le rôle de Veer Singh/Veeru
  - Sanjay Dutt - Saajan, dans le rôle d'Aman Verma/Sagar

- 1993 : Anil Kapoor - Beta, dans le rôle de Raju
  - Aamir Khan - Jo Jeeta Wohi Sikandar, dans le rôle de Sanjaylal Sharma
  - Amitabh Bachchan - Khuda Gawah, dans le rôle de Baadshah Khan

- 1994 : Shahrukh Khan - Baazigar, dans le rôle d'Ajay Sharma/Vicky Malhotra
  - Aamir Khan - Hum Hain Rahi Pyar Ke, dans le rôle de Rahul Malhotra.
  - Govinda - Aankhen, dans le rôle de Bunnu/Gaurishankar.
  - Jackie Shroff - Gardish, dans le rôle de Shiva Sathe.
  - Sanjay Dutt - Khal Nayak, dans le rôle de Ballu.

- 1995 : Nana Patekar - Krantiveer, dans le rôle de Pratap Narayan Tilak
  - Aamir Khan - Andaz Apna Apna, dans le rôle de Amar Manohar
  - Akshay Kumar - Yeh Dillagi, dans le rôle de Vijay Saigal
  - Anil Kapoor - 1942: A Love Story, dans le rôle de Naren Singh
  - Shahrukh Khan - Kabhi Haan Kabhi Naa ,dans le rôle de Sunil

- 1996 : Shahrukh Khan - Dilwale Dulhania Le Jayenge, dans le rôle de Raj Malhotra
  - Aamir Khan - Rangeela, dans le rôle de Munna
  - Ajay Devgan - Naajayaz, dans le rôle de Jay Bakshi
  - Govinda - Coolie No. 1, dans le rôle de Raju
  - Salman Khan - Karan Arjun, dans le rôle de Karan Singh/Ajay

- 1997 : Aamir Khan - Raja Hindustani, dans le rôle de Raja Hindustani
  - Govinda - Saajan Chale Sasural, dans le rôle de Shyamsunder
  - Sunny Deol - Ghatak: Lethal, dans le rôle de Kashi
  - Nana Patekar - Khamoshi: The Musical, dans le rôle de Joseph Braganza
  - Nana Patekar - Agni Sakshi, dans le rôle de Vishwanath

- 1998 : Shahrukh Khan - Dil To Pagal Hai, dans le rôle de Rahul
  - Anil Kapoor - Virasat, dans le rôle de Shakti Thakur
  - Govinda - Deewana Mastana, dans le rôle de Bunnu
  - Kamal Hassan - Chachi 420, dans le rôle de Jaiprakash Paswan/Laxmi Godbole
  - Shahrukh Khan - Yes Boss, dans le rôle de Rahul Joshi
  - Sunny Deol - Border dans le rôle du major Kuldip Singh Chandpuri

- 1999 : Shahrukh Khan - Kuch Kuch Hota Hai dans le rôle de Rahul Khanna
  - Aamir Khan - Ghulam dans le rôle de Siddharth Marathe
  - Ajay Devgan - Zakhm dans le rôle de Ajay R. Desai
  - Govinda - Bade Miyan Chote Miyan dans le rôle de l'inspecteur Pyare Mohan/Chote Miyan
  - Salman Khan - Pyaar Kiya To Darna Kya, dans le rôle de Suraj Khanna

### Années 2000
- 2000 : Sanjay Dutt - Vaastav, dans le rôle de Raghunath Namdev Shivalkhar
  - Aamir Khan - Sarfarosh, dans le rôle d'Ajay Singh Rathod
  - Ajay Devgan - Hum Dil De Chuke Sanam, dans le rôle de Vanraj
  - Manoj Bajpai - Shool, dans le rôle de Samar Pratap Singh
  - Salman Khan - Hum Dil De Chuke Sanam, dans le rôle de Sameer Rafillini

- 2001 : Hrithik Roshan - Kaho Naa… Pyaar Hai, dans le rôle de Rohit/Raj Chopra
  - Anil Kapoor - Pukar, dans le rôle du major Jaidev Rajvansh
  - Hrithik Roshan - Fiza, dans le rôle de Amaan Ikramullah
  - Sanjay Dutt - Mission Kashmir, dans le rôle de SSP Inayat Khan
  - Shahrukh Khan - Mohabbatein, dans le rôle de Raj Aryan Malhotra

- 2002 : Aamir Khan - Lagaan, dans le rôle de Bhuvan
  - Aamir Khan - Dil Chahta Hai, dans le rôle d'Akash Malhotra
  - Amitabh Bachchan - Aks, dans le rôle de l'inspecteur Manu Verma
  - Shahrukh Khan - Kabhi Khushi Kabhie Gham, dans le rôle de Rahul Raichand
  - Sunny Deol - Gadar: Ek Prem Katha, dans le rôle de Tara Singh

- 2003 : Shahrukh Khan - Devdas, dans le rôle de Devdas
  - Ajay Devgan - Company, dans le rôle de Malik
  - Amitabh Bachchan - Kaante, dans le rôle de Yashvardhan Rampal/Major
  - Bobby Deol - Humraaz, dans le rôle de Raj Singhania
  - Vivek Oberoi - Saathiya, dans le rôle d'Aditya Sehgal

- 2004 : Hrithik Roshan - Koi... Mil Gaya, dans le rôle de Rohit Mehra
  - Ajay Devgan - Gangaajal, dans le rôle de S.P. Amit Kumar
  - Amitabh Bachchan - Baghban, dans le rôle de Raj Malhotra
  - Salman Khan - Tere Naam, dans le rôle de Radhe Mohan
  - Shahrukh Khan - Kal Ho Naa Ho, dans le rôle d'Aman Mathur

- 2005 : Shahrukh Khan - Swades, dans le rôle de Mohan Bhargav
  - Amitabh Bachchan - Khakee, dans le rôle de D.C.P. Anant Kumar Shrivastav
  - Hrithik Roshan - Lakshya, dans le rôle de Karan Shergill
  - Shahrukh Khan - Main Hoon Na, dans le rôle du major Ram Prasad Sharma
  - Shahrukh Khan - Veer-Zaara, dans le rôle de Veer Pratap Singh

- 2006 : Amitabh Bachchan - Black, dans le rôle de Debraj Sahai
  - Aamir Khan - Mangal Pandey: The Rising, dans le rôle de Mangal Pandey
  - Abhishek Bachchan - Bunty Aur Babli, dans le rôle de Rakesh Trivedi/Bunty
  - Amitabh Bachchan - Sarkar, dans le rôle de Subhash Nagre/Sarkar
  - Saif Ali Khan - Parineeta, dans le rôle de Shekhar Ray

- 2007 : Hrithik Roshan - Dhoom 2, dans le rôle dAryan/Mr. A
  - Aamir Khan - Rang De Basanti, dans le rôle de Daljit "DJ" Singh
  - Hrithik Roshan - Krrish, dans le rôle de Krishna "Krrish" Mehra/Rohit Mehra
  - Sanjay Dutt - Lage Raho Munna Bhai, dans le rôle de Murli Prasad Sharma
  - Shahrukh Khan - Kabhi Alvida Naa Kehna, dans le rôle de Dev Saran
  - Shahrukh Khan - Don - The Chase Begins Again, dans le rôle de Vijay/Don

- 2008 : Shahrukh Khan - Chak De ! India, dans le rôle de Kabir Khan
  - Abhishek Bachchan - Guru, dans le rôle de Gurukant K. Desai
  - Akshay Kumar - Namastey London, dans le rôle d'Arjun Singh
  - Darsheel Safary - Taare Zameen Par dans le rôle d'Ishaan Awasthi.
  - Shahid Kapoor - Jab We Met, dans le rôle d'Aditya Kashyap.
  - Shahrukh Khan - Om Shanti Om, dans le rôle de Om Prakash Makhija/Om Kapoor.

- 2009 : Hrithik Roshan - Jodhaa Akbar, dans le rôle d'Akbar
  - Aamir Khan - Ghajini, dans le rôle de Sanjay Singhania
  - Abhishek Bachchan - Dostana, dans le rôle de Sameer
  - Akshay Kumar - Singh Is Kinng, dans le rôle de Happy Singh
  - Naseeruddin Shah - A Wednesday!, dans le rôle d'Anonymous
  - Shahrukh Khan - Rab Ne Bana Di Jodi, dans le rôle de Surinder Sahni/Raj

### Années 2010
- 2010 : Amitabh Bachchan - Paa, dans le rôle de Auro
  - Aamir Khan - 3 Idiots, dans le rôle de Ranncchoddas "Rancho" Shamalaldas Chanchad/Phunsukh Wangdu
  - Ranbir Kapoor - Ajab Prem Ki Ghazab Kahani, dans le rôle de Prem Shankar Sharma
  - Ranbir Kapoor - Wake Up Sid, dans le rôle de Sidharth Mehra
  - Saif Ali Khan - Love Aaj Kal, dans le rôle de Jai Vardhan Singh/Veer Singh
  - Shahid Kapoor - Kaminey, dans le rôle de Charlie Sharma/Guddu Sharma

- 2011 : Shahrukh Khan - My Name Is Khan, dans le rôle de Rizwan Khan
  - Ajay Devgan - Once Upon A Time In Mumbaai, dans le rôle de Sultan Mirza
  - Hrithik Roshan - Guzaarish dans le rôle d'Ethan Mascarenhas
  - Salman Khan - Dabangg, dans le rôle de Chulbul Pandey
  - Ranbir Kapoor - Raajneeti, dans le rôle de Samar Pratap

- 2012 : Ranbir Kapoor - Rockstar, dans le rôle de Janardan Jhakhar/Jordan
  - Ajay Devgan - Singham, dans le rôle de Bajirao Singham
  - Amitabh Bachchan - Aarakshan, dans le rôle de Prabhakar Anand
  - Hrithik Roshan - Zindagi Na Milegi Dobara, dans le rôle d'Arjun
  - Salman Khan - Bodyguard, dans le rôle de Lovely Singh
  - Shahrukh Khan - Don 2: The Chase Continues, dans le rôle de Don

- 2013 : Ranbir Kapoor - Barfi!, dans le rôle de Barfi
  - Hrithik Roshan - Agneepath dans le rôle de Vijay Deenanath Chauhan
  - Irrfan Khan - Paan Singh Tomar dans le rôle de Bajirao Singham
  - Manoj Bajpayee - Gangs of Wasseypur dans le rôle de Prabhakar Anand
  - Salman Khan - Dabangg 2 dans le rôle de Chulbul "Robin Hood" Pandey
  - Shahrukh Khan - Jab Tak Hai Jaan dans le rôle de Samar Anand

- 2014 : Farhan Akhtar – Bhaag Milkha Bhaag, dans le rôle de Milkha Singh
  - Dhanush – Raanjhanaa, dans le rôle de Kundan Shankar
  - Hrithik Roshan – Krrish 3, dans le rôle de Rohit Mehra/Krishna Mehra
  - Ranbir Kapoor – Yeh Jawaani Hai Deewani, dans le rôle de Kabir "Bunny" Thapar
  - Ranveer Singh – Goliyon Ki Raasleela Ram-Leela, dans le rôle de Ram Rajari
  - Shahrukh Khan – Chennai Express, dans le rôle de Rahul Mithaiwala

- 2015 : Shahid Kapoor – Haider, dans le rôle d'Haider Meer
  - Aamir Khan - PK, dans le rôle de PK
  - Hrithik Roshan – Bang Bang!, dans le rôle de Jai Nanda/Rajveer
  - Randeep Hooda – Rang Rasiya, dans le rôle de Raja Ravi Varma
  - Akshay Kumar –  Holiday: A Soldier Is Never Off Duty, dans le rôle de Virat Bakshi

- 2016 : Ranveer Singh – Bajirao Mastani, dans le rôle de Bajirao Ier
  - Dhanush – Piku, dans le rôle de Bhashkor Banerjee
  - Ranbir Kapoor – Tamasha, dans le rôle de Ved Vardhan Sahni
  - Salman Khan – Bajrangi Bhaijaan, dans le rôle de Pavan "Bajrangi" Kumar Chaturvedi
  - Shahrukh Khan – Dilwale, dans le rôle de Raj Randhir Bakshi/Kaali
  - Shahrukh Khan – Badlapur, dans le rôle de Raghav "Raghu" Pratap Singh

- 2017 : Aamir Khan – Dangal, dans le rôle de Mahavir Singh Phogat
  - Amitabh Bachchan – Pink, dans le rôle de Deepak Sehgal
  - Ranbir Kapoor – Ae Dil Hai Mushkil, dans le rôle de Ayan Sanger
  - Salman Khan – Sultan, dans le rôle de Sultan Ali Khan
  - Shahid Kapoor – Udta Punjab, dans le rôle de Tejinder "Tommy" Singh / Gabru
  - Shah Rukh Khan – Fan, dans le rôle de Gaurav Chandna / Aryan Khanna
  - Sushant Singh Rajput – M.S. Dhoni: The Untold Story, dans le rôle de Mahendra Singh Dhoni